# Municipio de Hayes (Minnesota)
El municipio de Hayes (en inglés: Hayes Township) es un municipio ubicado en el condado de Swift en el estado estadounidense de Minnesota. En el año 2010 tenía una población de 199 habitantes y una densidad poblacional de 2,14 personas por km².

## Geografía
El municipio de Hayes se encuentra ubicado en las coordenadas 45°17′23″N 95°19′38″O / 45.28972, -95.32722. Según la Oficina del Censo de los Estados Unidos, el municipio tiene una superficie total de 92.92 km², de la cual 89,66 km² corresponden a tierra firme y (3,51 %) 3,26 km² es agua.

## Demografía
Según el censo de 2010, había 199 personas residiendo en el municipio de Hayes. La densidad de población era de 2,14 hab./km². De los 199 habitantes, el municipio de Hayes estaba compuesto por el 100 % blancos. Del total de la población el 0,5 % eran hispanos o latinos de cualquier raza.